# Patient UK
El Patient és un recurs en línia que proporciona informació sobre salut, estil de vida, malaltia i altres temes mèdics relacionats. L'objectiu del lloc és proporcionar al públic una informació actualitzada sobre temes relacionats amb la salut en forma de fullets complets (que es poden llegir en línia o impresos), blocs, consells pel benestar i vídeos. Els fullets són compilats per metges qualificats amb diversos anys d'experiència en la professió mèdica. En 2013, el lloc va aparèixer en una funció de "Els top 50 de llocs web", publicat a The Times.